# Stockhausen (Meschede)
Stockhausen ist ein Ortsteil der Stadt Meschede im Hochsauerlandkreis. Der Ort liegt an der L 743 (ehemalige B 7) rund vier Kilometer westlich von Meschede zwischen der nördlich angrenzenden A 46 und der im Süden gelegenen Ruhr. Am 31. Dezember 2023 hatte Stockhausen 206 Einwohner.

## Geschichte
In einer Mescheder Stiftsurkunde von 997 schenkte Kaiser Otto III. dem Stift Meschede den Haupthof zu Stockhausen, zu dem etwa 20 weitere Hofstellen gehörten. Das Gut Stockhausen war damals Stammsitz des westfälischen Adelsgeschlechts Stockhausen. Im 14. Jahrhundert unterstanden dem Oberhof 22 Güter.
Im Rahmen der kommunalen Neuordnung wurde Stockhausen am 1. Januar 1975 ein Stadtteil der neuen Stadt Meschede.

## Persönlichkeiten
- Julius Franz von Stockhausen (1814–1881), Gutsbesitzer und preußischer Abgeordneter